# Ramón Blanco y Erenas
Ramón Blanco y Erenas, marquès de Peña Plata (Sant Sebastià, 1833 – Madrid, 4 d'abril de 1906) va ser un militar espanyol, capità general de Navarra, Cuba, Filipines i Catalunya.

## Biografia
Va néixer a Sant Sebastià en 1833. El general Blanco va arribar a Cuba per primera vegada en 1858 des d'on passa a Santo Domingo en 1861 i a les Filipines entre 1866 i 1871.
Va tenir una activa participació en les Guerres Carlistes, en la qual es va destacar en els fronts Basc, Navarro i Català gràcies a la qual cosa obté el grau de Brigadier. Sent capità general de Navarra pren part en la gran ofensiva de 1876 a la vall de Baztan, mèrit que li va valer el títol de Marquès de Peña Plata.
En 1879 és nomenat capità general de Cuba, durant aquest període de govern a Cuba va haver d'enfrontar-se a l'aixecament conegut com a Guerra Chiquita, aconseguint pacificar novament els camps cubans. Torna a Espanya en 1881 on va ser nomenat aquesta vegada capità general de Catalunya i Extremadura.
Durant el Govern de Cánovas del Castillo en 1893 va ser enviat a les Filipines com a capità general, on roman fins a 1896. Allí els extractes més conservadors de la societat el van acusar de ser massa transigent amb els independentistes.
En 1897 en un últim intent d'Espanya per conservar la seva principal província d'ultramar, Cuba, creient utilitzar els seus dots pacificadors, Sagasta el nomena capità general de Cuba, per segona vegada, substituint al molt criticat Valerià Weyler i Nicolau. Va ser enviat a Cuba amb l'autonomia que els cubans tant havien demanat, no obstant això, ja era massa tarda, la intervenció estatunidenca en la guerra donaria començament a la coneguda Guerra de Cuba, que decidiria el desenllaç del conflicte cubà–espanyol. Va haver d'enfrontar-se al testimoniatge d'una guerra que estava cada vegada més prop de la fi, amb la consegüent derrota i la pèrdua de les últimes possessions espanyoles a Amèrica.
Va morir a Madrid en la matinada del 4 d'abril de 1906, encara que les seves restes van ser posteriorment traslladats a Barcelona.